# FC Schifflange 95
El FC Schifflange 95 es un equipo de fútbol de Luxemburgo que juega en la División de Honor de Luxemburgo, la segunda división nacional.

## Historia
Fue fundado el 21 de abril de 1995 en la comuna de Schifflange, al sur del país, luego de la fusión de los equipos Amis des Sports Schifflange (fundado en 1936) y National Schifflange (fundado en 1912), este último equipo participó en más de 30 temporadas en la División Nacional de Luxemburgo de la que fue campeón en una ocasión y fue una vez campeón de copa.
En su primera temporada fue campeón de la Primera División de Luxemburgo con cuatro puntos de diferencia. En 1998 logra el ascenso a la División Nacional de Luxemburgo por primera vez, pero desciende tras una temporada, participando mayoritariamante en la segunda división.

## Palmarés

### Como National Schifflange
- Luxembourg National Division (1): 1951–52
- Luxembourg Cup (1): 1960

### Como FC Schifflange 95
- Éirepromotioun (1): 2022-23

## Jugadores

### Jugadores destacados
- Miralem Pjanić, quien más tarde jugaría para equipos como AS Roma, Juventus FC y FC Barcelona, inicío su carrera en el club a los 7 años con el Schifflange, donde permanecío por 7 años.